# Bedkunda, Aurad
Bedkunda là một làng thuộc tehsil Aurad, huyện Bidar, bang Karnataka, Ấn Độ.